# Take 2 Interactive
Take 2 Interactive (auch und vor allem im englischsprachigen Raum Take-Two Interactive) ist ein 1993 gegründeter Entwickler, Publisher und Distributor von Computerspielen mit Hauptsitz in New York, USA. Niederlassungen gibt es im Vereinigten Königreich, in Deutschland, Österreich, Frankreich, Italien, den Benelux-Staaten, Kanada und Australien. Für das Geschäft in Deutschland ist die Niederlassung in München verantwortlich. Entwicklerstudios von Take 2 befinden sich unter anderem in San Diego, Vancouver, Toronto und Novato.
Take 2 ist eine Aktiengesellschaft und wird an der NASDAQ unter dem Kürzel „TTWO“ gehandelt. Vorstandsvorsitzender seit Ende März 2007 und CEO seit Januar 2011 ist Strauss Zelnick. Die Großproduktionen des Unternehmens werden vor allem über die Tochtergesellschaften Rockstar Games und 2K Games vertrieben. Unter den Spielen befinden sich erfolgreiche Serien wie Red Dead Redemption, Grand Theft Auto, BioShock und Borderlands. Daneben ist das Unternehmen über seine Tochter Zynga im Markt für Mobile und Social Gaming aktiv.

## Geschichte

### 1993 bis 2004: Anfangsjahre und Aufstieg

Offizielles Take-2-Logo von 1999 bis 2004

Logo von Global Star Software

Take 2 wurde 1993 vom 21-jährigen Ryan Brant, dem Sohn von Peter Brant, in New York gegründet. Brants Vater war auch einer der Investoren der Firma. 1994 übernahm Brant das Entwicklungsstudio InterOptica und machte deren Mitgründerin Catherine Winchester zur ersten Präsidentin des Unternehmens. Im selben Jahr erschien das Point-and-Click-Adventure Hell: A Cyberpunk Thriller, das eine kurze FMV-Sequenz mit einem Auftritt von Brants Stiefmutter Stephanie Seymour enthielt und u. a. von Dennis Hopper und Grace Jones synchronisiert wurde. Der enorme Erfolg von Wing Commander 3 mit seinen umfangreichen Video-Aufnahmen animierte Brant, verstärkt auf FMV-Sequenzen zu setzen. Das Resultat war der 1996 veröffentlichte Cyberpunk-Noir Thriller Ripper, unter Mitwirkung von Scott Cohen, John Rhys-Davies und Christopher Walken. 1998 folgte ein dritter FMV-Titel namens Black Dahlia, mit Dennis Hopper und Terri Garr.
Am 15. April 1997 erfolgte der Börsengang an der New Yorker NASDAQ, unter dem Kürzel TTWO. Vom bisherigen Partner GameTek erwarb Take 2 im Juli 1997 die europäischen Vertriebs- und Distributionseinheit, diverse Spielemarken (u. a. Dark Colony) sowie das kanadische Entwicklerstudio Alternative Reality Technologies (später Rockstar Canada bzw. Rockstar Toronto). Im März 1998 erwarb Take 2 die Computerspiel-Sparte der Bertelsmann AG, BMG Interactive, für 14,2 Millionen US-Dollar. Im Juni desselben Jahr übernahm Take 2 für 16,8 Millionen US-Dollar in Aktien den aus Cincinnati stammenden Videospieldistributor Jack of All Games, wodurch das Unternehmen nach eigenen Angaben zum drittgrößten Computerspiel-Distributor auf dem US-Markt aufstieg. Mit dem Entwicklerzusammenschluss Gathering of Developers (G.O.D.) ging Take 2 bereits kurz nach dessen Gründung im Sommer 1998 eine Partnerschaft ein. Ende 1998 wurden die Assets von BMG Interactive in das neue Tochterunternehmen Rockstar Games überführt.
Februar 1999 erwarb Take 2 19,9 % der Anteile von Gathering of Developers für vier Millionen US-Dollar und 125.000 Take-2-Aktien, mit der Option, diesen Anteil weiter aufzustocken. Im Gegenzug für die dringend benötigte Finanzspritze gewährte G.O.D. Take 2 die exklusiven Distributionsrechte für ihre PC-Spiele in Nordamerika und Take 2 wurde Co-Publisher auf dem europäischen Markt. Rockstar Games erhielt die exklusiven weltweiten Publishing-Rechte. Der Deal wurde als geschickter Schachzug bewertet, durch den sich das Unternehmen mit vergleichsweise geringem Einsatz die Vermarktungsrechte an den Titeln namhafter unabhängiger Entwickler wie Epic MegaGames und 3D Realms sichern konnte. DMA Design, die Entwickler des Überraschungshits Grand Theft Auto, wurden im September 1999 für elf Millionen US-Dollar in bar übernommen. Im selben Monat erweiterte Take 2 sein Distributionsnetz durch den Zukauf von Triad Distributors und Global Star Software, die in Jack of All Games Canada eingegliedert wurden.
Im Mai 2000 übernahm Take 2 Gathering of Developers schließlich komplett. In den folgenden Monaten kürzte Take 2 den Namen auf Gathering und veröffentlichte diverse Spiele des Zusammenschlusses, wie etwa Max Payne und Tropico. Gathering diente künftig auch als Marke für andere Veröffentlichungen. Noch im selben Jahr wurde auch das US-amerikanische Entwicklerstudio PopTop Software von Take 2 erworben. 2001 gab Brant die Position des Geschäftsführers auf und wechselte als Vorsitzender in das Board of Directors.
Im Juli 2002 schuf Take 2 unter Geschäftsführer Kelly Sumner neben Rockstar Games (für Premiumtitel) und Gathering (für PC-Spiele) das neue Budget-Label Gotham Games, wodurch der Unternehmensname aus dem Publishingbereich eliminiert wurde. November 2002 wurde Sumner als CEO vom früheren THQ-COO Jeffrey Lapin abgelöst, Sumner wechselte stattdessen als President zu Gathering of Developers. Ab Mitte 2003 wurden die Geschäfte von Global Star Software vollständig in Take 2 selbst eingegliedert und vom New Yorker Hauptsitz aus geregelt. Lapin löste weiterhin Gotham Games als eigenes Label wieder auf und verteilte die Verantwortlichkeiten neu: Rockstar Games für Premiumtitel, Gathering neben PC nun auch für Konsolenspiele und Global Star Software für Budget-Titel. Im Dezember 2003 gab Take 2 bekannt, dass die US-Börsenaufsicht SEC wegen fragwürdiger Bilanzierungspraktiken Anklage gegen Take 2, Unternehmensgründer Ryan Brant und zwei weitere vormalige Mitglieder der Geschäftsführung eingeleitet habe. Brant gab im März 2004 seine Mitgliedschaft und den Vorsitz im Board of Directors auf, ihm folgte Richard Roedel nach. Stattdessen wechselte Brant zurück in das Tagesgeschäft, auf die Position des Vice-President of Production. CEO Lapin verließ dagegen aufgrund von Meinungsverschiedenheiten mit der restlichen Geschäftsführung das Unternehmen zum April 2004 und wurde durch Paul Eibeler ersetzt. Im September 2004 wurde Gathering vollständig in Global Star Software eingegliedert und als eigene Marke aufgegeben. Zwei Monate später, im November 2004, zahlte Take 2 an Atari SA 15,5 Millionen US-Dollar, um die Rechte an der Civilization-Serie zu erhalten. Den Erwerb gab das Unternehmen jedoch erst im Januar 2005 bekannt und kündigte gleichzeitig eine langfristige Partnerschaft mit dem Civilization-Entwickler Firaxis und dessen einflussreichen Spiele-Designer Sid Meier an.

### 2005 bis 2009: Hot Coffee und das Ende der Ära Brant

Logo des Labels 2K

Januar 2005 sicherte sich Take 2 weiterhin die Sportsparte von Sega. Für etwa 24 Millionen US-Dollar übernahm Take 2 vom japanischen Publisher die Entwicklerstudios Visual Concepts und Kush Games inklusive der Sportmarken NFL 2K, NBA 2K, NHL 2K und Major League Baseball 2K. Die ESPN-Lizenz hatte Sega kurz zuvor an Konkurrent Electronic Arts verloren, was als ein Grund für den niedrigen Verkaufspreis galt. Ein späterer Geschäftsreport wies die finalen Kosten dagegen mit 32,3 Millionen US-Dollar aus. Mit dem Kauf gründete Take 2 das Label 2K Sports, über das künftig alle Sportspiele des Unternehmens veröffentlicht werden sollten. Gleichzeitig wurde das Label 2K Games aus der Taufe gehoben, in dem alle Spiele, die nicht zum 2K-Sports-Label passten, veröffentlicht werden sollten. Neben den beiden Sega-Zukäufen wurden die Entwicklerstudios Indie Built, Venom Games, PopTop Software und Frog City Software sowie Take-Two Licensing unter der neuen Dachorganisation zusammengefasst, die damit Global Star Software als vorrangiges Publishinglabel im Vollpreisbereich ablöste. Global Star verantwortete seither wieder nur noch die Veröffentlichung von Budget-Titeln. Rockstar Games blieb weiterhin ein eigenständiges Label. Im Laufe des Jahres 2005 folgten weitere Zukäufe von Unternehmen. Darunter befand sich der Entwickler Irrational Games mit den Studiostandorten Boston und Canberra, der zu diesem Zeitpunkt bereits an dem First-Person-Shooter BioShock arbeitete, für 11,8 Millionen Dollar. Für Firaxis zahlte der Publisher 26,7 Millionen Dollar und für die Gaia Capital Group 11,4 Millionen Dollar. Insgesamt gab Take 2 damit innerhalb eines Jahres 82 Millionen US-Dollar für Übernahmen aus. Im Fall von Irrational wurde diese Übernahme wieder erst rückwirkend im Folgejahr bekannt. Die Anklagen wegen fragwürdiger Bilanzierungspraktiken wurden im Juni 2005 durch einen Vergleich ohne Schuldeingeständnis beigelegt. Take 2 zahlte eine Zivilstrafe in Höhe von 7,5 Millionen US-Dollar, Ryan Brant und drei weitere ehemalige Führungskräfte nochmals rund 6,4 Millionen US-Dollar.
Ebenfalls im Juni 2006 wurde durch eine Modifikation zu GTA: San Andreas ein während der Entwicklung des Titels deaktivierter Spielabschnitt wieder verfügbar gemacht, in dem es letztlich zum Geschlechtsverkehr zwischen dem Protagonisten und seiner Freundin kommt. Diese als „Hot Coffee“ bezeichnete Modifikation weitete sich auf dem amerikanischen Heimatmarkt zu einer schwerwiegenden und langanhaltenden Krise für das Unternehmen aus. Obwohl der Inhalt auf herkömmlichen Weg nicht zugänglich war und den Download und die Installation von zusätzlicher Software erforderte, wurde die Alterseinstufung in den USA nachträglich von „Mature“ (ab 17 Jahren) auf „Adults Only“ (Für Erwachsene) angehoben. Dadurch wurde das Spiel in großen Supermarktketten wie Walmart, Target und Best Buy aus grundsätzlichen Gründen nicht mehr zum Verkauf an und hatte damit erhebliche Auswirkungen auf die Verkaufszahlen. Take 2 und seine Tochter Rockstar Games sahen sich in einem drastischen Schritt zu einem Produktionsstopp und zur Überarbeitung der Codebasis gezwungen, da der Aktienkurs des Unternehmens nach Bekanntgabe der Neueinstufung nachbörslich um 6,72 Prozent fiel und die Umsatzerwartungen nach unten korrigiert werden mussten. Während das explizite Gewaltszenario des Spiels auf wenig Erregung stieß, beschäftigten die Sexszenen in Folge die US-Präsidentschaftskandidatin Hillary Clinton, das US-Abgeordnetenhaus, die Staatsanwaltschaft und die Regulierungsbehörde Federal Trade Commission. Während die staatlichen Klagen nach Abklingen der Empörungswellen geringe Folgen hatten, bedeuteten die Zivilklagen eine länger anhaltende Belastung für das Unternehmen. In Kombination mit den Praktiken der Geschäftsführung um Ryan Brant, der Take 2 im Oktober 2006 endgültig verlassen hatte, entstand so in der Öffentlichkeit das Bild eines skandalumwitterten Konzerns, mit erheblichen Auswirkungen auf den wirtschaftlichen Erfolg.

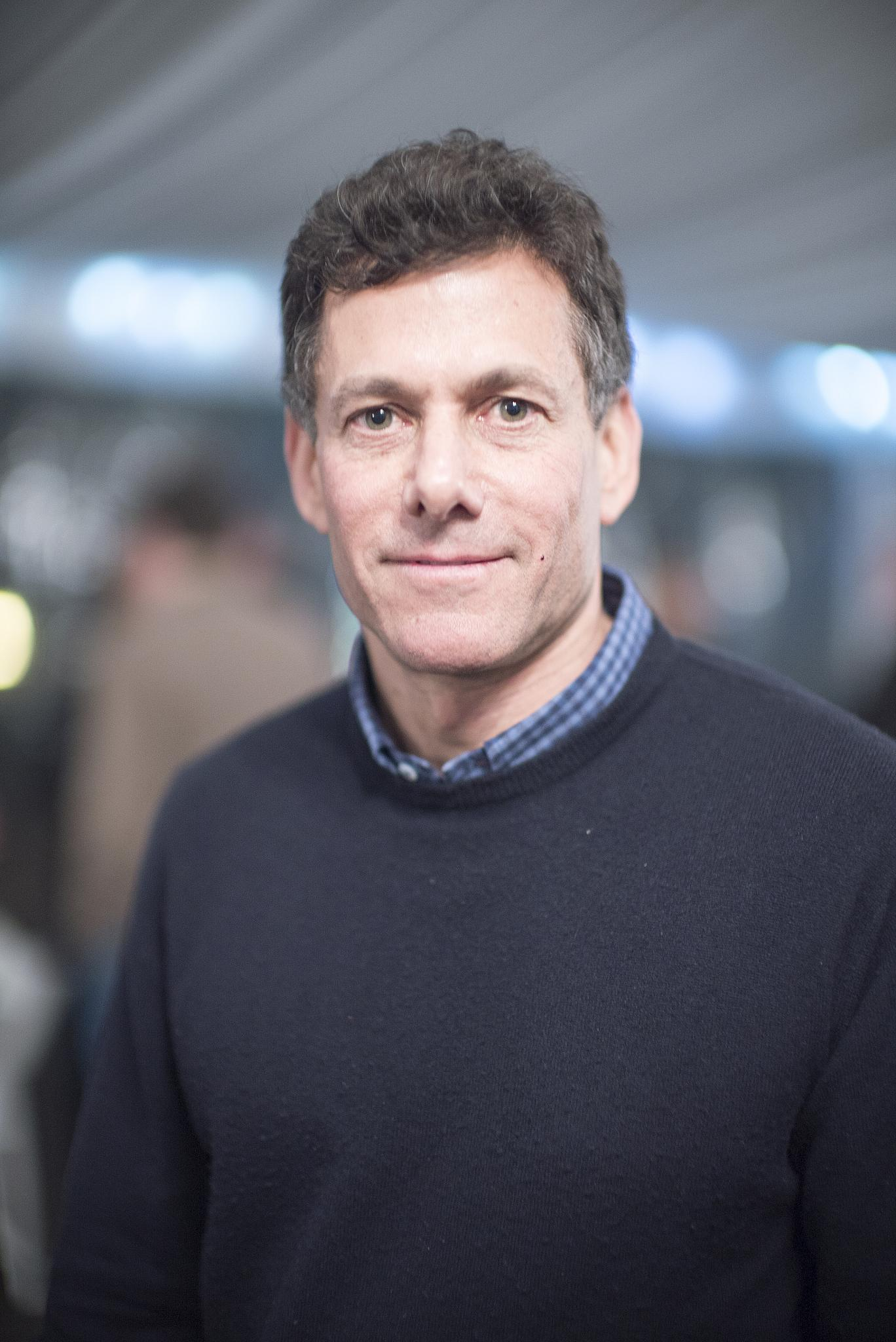
Strauss Zelnick (2015)

Im Februar 2007 bekannte sich Brant in einem weiteren Prozess zwischen ihm und der SEC schuldig, Ansprüche auf Take-2-Aktienoptionen vordatiert zu haben, um dadurch geldwerte Vorteile zu ziehen. Dafür akzeptierte er eine Strafsumme von 7,3 Millionen US-Dollar und es wurde ihm verboten, zukünftig kontrollierende Management-Positionen in Unternehmen anzunehmen. Für Take 2 beliefen sich die Verluste des Vorjahres auf 184,9 Millionen US-Dollar, acht Jahresbilanzen mussten aufgrund der Affären um Brant nachkorrigiert werden. Aufgrund der anhaltenden Schwierigkeiten drängte eine Gruppe Investoren mit 46 % der Unternehmensanteile Anfang März 2007 auf einen radikalen Umbau des Board of Directors und die Entlassung von Geschäftsführer Paul Eibeler. Das Unternehmen verschob daher seine Aktionärsversammlung um eine Woche und prüfte zusätzlich den eigenen Verkauf. Konkurrent Electronic Arts signalisierte Interesse an einer Übernahme. Auf der Jahreshauptversammlung konnte sich jedoch die Investorengruppe mit ihrem Plan durchsetzen. Eibeler wurde von Ben Feder, Partner bei ZelnickMedia, abgelöst und vier neue Mitglieder des Board of Directors bestellt. Zu den neu gewählten Direktoren zählte Strauss Zelnick, vormals Manager bei Columbia Records, dem Rockstar-Vorläufer BMG Interactive und Crystal Dynamics. Zelnick wurde im Laufe der Zeit und gemessen an den Stimmrechten größter Anteilseigner des Unternehmens und bestimmte die Geschicke des Unternehmens maßgeblich.
Im Rahmen interner Umstrukturierungen und der stärkeren Ausrichtung auf Videospiele verkaufte Take 2 im September 2007 mit Joytech einen Hersteller für Konsolenperipherie wie Gamepads und Lenkräder an Mad Catz. Im selben Monat wurden Global Star Software, das Entwicklerstudio Cat Daddy Games sowie die Spielemarken Carnival Games und Deal or No Deal in 2K Play, einem neuen Label für Casual-Spiele, zusammengefasst.
Januar 2008 übernahm Take 2 den tschechischen Entwickler Illusion Softworks (u. a. Mafia) und benannte das Studio in 2k Czech um. Im Februar wurde bekannt, dass Mitbewerber Electronic Arts in Fortführung der Gespräche vom März des Vorjahres dem Vorstand von Take 2 25 US-Dollar pro Aktie für eine Übernahme des Unternehmens geboten hatte. Als dieser ablehnte, machte EA das Angebot öffentlich und erhöhte auf rund 26 US-Dollar pro Aktie. Damit lag das Gebot 63 Prozent über dem Preis der Aktie an der Börse. Bereits einige Wochen zuvor kursierten Gerüchte über eine eventuelle Übernahme im Internet. Im Mai 2008 wurde bekannt, dass die feindliche Übernahme durch Electronic Arts trotz mehrfacher Verlängerung des Angebots erfolglos geblieben war. Mit verantwortlich war die äußerst erfolgreiche Veröffentlichung des Rockstar-Titels Grand Theft Auto IV im Monat zuvor, der sich innerhalb kurzer Zeit zehn Millionen Mal verkaufte. EA stellte seine Übernahmebemühungen daher ein.
Take 2 lagerte die Distribution seiner Spiele ab September 2008 an Ditan Distribution aus und verkaufte den hausinternen Distributor Jack of All Games schließlich im Dezember 2009 für 43,25 Millionen US-Dollar an Synnex. Um die Klage der SEC über die betrügerische Vergabe von Aktienoptionen während der Ägide Brant/Sumner beizulegen, stimmte Take Two im April 2009 Strafzahlungen in Höhe von 3,3 Millionen US-Dollar zu. In diesem Zusammenhang reichte Take 2 im Auftrag seiner Aktionäre im Folgejahr auch Klage wegen Betrugs gegen Brant, Sumner und die früheren CFOs Larry Muller und James David ein. Im September 2009 wurde auch die Zivil-Sammelklage zum Hot-Coffe-Mod durch einen Vergleich beigelegt. Insgesamt zahlte das Unternehmen 20 Millionen Dollar für die Einigung, wovon 15,2 Millionen durch Versicherungsleistungen kompensiert werden konnten.

### 2010 bis heute
Ben Feder kündigte im Oktober 2010 seinen Rückzug von der Unternehmensspitze an. Sein Nachfolger wurde zum Januar 2011 Strauss Zelnick.
Aus der Insolvenzmasse des Mitbewerbers THQ erwarb Take 2 im Januar 2013 für elf Millionen US-Dollar die Publishingrechte an Turtle Rock Studios Shooter Evolve. Etwas später sicherte sich Take 2 zusätzlich die Rechte an der WWE-Spieleserie, die mit THQs Insolvenz wieder verfügbar geworden waren. 2017 erwarb Take 2 die Rechte an Kerbal Space Program von dessen Entwicklerstudio Squad. Für die Vermarktung von Indie-Titeln wurde das neue, unabhängig operierende Label Private Division eingeführt. Zu Beginn wurden neben Kerbal Space Program auch Spieleprojekte mit den unabhängigen Entwicklerstudios Panache Digital Games (Ancestors: The Humankind Odyssey), The Outsiders (Darkborn), V1 Interactive (Disintegration) und Obsidian Entertainment (The Outer Worlds) gezeichnet.

Logo des Labels Private Division

Die Veröffentlichung von Red Dead Redemption 2 2018 erwies sich als großer Erfolg. Bis Jahresende wurden 23 Millionen Kopien des Spiels abgesetzt. 2020 bemühte sich Take-Two um die Übernahme des britischen Rennspielspezialisten Codemasters, wurde dann jedoch von Mitbewerber Electronic Arts überboten. Am 10. Januar 2022 kündigte Take 2 Interactive an Zynga für 12,7 Mrd. US-Dollar übernehmen zu wollen. Aktionäre sollen pro Zynga-Aktie 6,36 US-Dollar Take-Two-Aktien und 3,50 Dollar Auszahlung erhalten.
Ende März 2024 erwarb Take Two vom strauchelnden Konkurrenten Embracer den Spieleentwickler Gearbox Software für 460 Millionen US-Dollar in neu emittierten Take-Two-Aktien. Zwischen Gearbox und Take Two bestand durch das Publishing der Borderlands-Reihe eine bereits länger existierende Geschäftsbeziehung. Mit dem Verkauf gingen das Gearbox-Hauptstudio in Frisco, die Zweigniederlassungen Montreal und Quebec sowie die Markenrechte an Borderlands, Tiny Tina’s Wonderlands, Homeworld, Risk of Rain, Brothers in Arms und Duke Nukem an Take Two. Bei Embracer verblieben dagegen die Tochterunternehmen Gearbox Publishing (ehemals Perfect World Entertainment), Cryptic Studios, Captured Dimensions und Lost Boys Interactive. Nur wenig später wurden dagegen die Studios Intercept Games und Roll7 aus dem Bereich Private Division geschlossen. Im November 2024 wurde der Verkauf von Private Division an einen unbekannten Käufer öffentlich.

## Spiele (Auswahl)
- Age-of-Wonders-Serie (Triumph Studios)
- Arena Wars (Ascaron/exDream)
- BioShock-Serie (2K Boston/2K Australia)
- Borderlands-Reihe (Gearbox Software)
- Duke Nukem Forever (Gearbox Software/3D Realms)
- Emergency 2, 3 und 4 (Sixteen Tons Entertainment)
- Flying Heroes (Pterodon/Illusion Softworks)
- Grand-Theft-Auto-Serie (Rockstar North)
- Hidden & Dangerous 2 (Illusion Softworks)
- Kerbal Space Program (Squad)
- L.A. Noire (Team Bondi)
- Mafia-Serie (Illusion Softworks/2K Czech)
- Manhunt-Serie (Rockstar Toronto)
- Max-Payne-Serie (Remedy Entertainment/Rockstar Vancouver)
- Midnight-Club-Serie (Rockstar San Diego)
- Prey (3D Realms/Human Head Studios)
- Railroad Tycoon 2 und 3 (PopTop Software)
- Red-Dead-Redemption-Serie (Rockstar San Diego)
- Sacred (Ascaron)
- Serious-Sam-Serie (Croteam)
- Sid Meier’s Civilization IV (Firaxis Games)
- Space Station Silicon Valley
- Sid Meier’s Pirates! (Firaxis Games)
- Sid Meier’s Railroads! (Firaxis Games)
- Stronghold 1 und 2 (Firefly Studios)
- The Elder Scrolls IV: Oblivion (Bethesda Softworks)
- The Warriors (Rockstar Toronto)
- Tropico 1 und 2 (PopTop Software/Frog City Software)
- Vietcong-Serie (Pterodon/Illusion Softworks)
- You Don’t Know Jack (Jellyvision, Inc./Coda Entertainment)